# Siv Larsson
Siv Kristina Larsson (gift Danfors), född 31 maj 1928 i Jönköping, död 13 februari 2012 i Järna, var en svensk sångerska och skådespelare. Hon var tvillingsyster till sångerskan Maj Larsson, med vilken hon bildade sångduon Siv och Maj.

## Filmografi
- 1948 – Robinson i Roslagen
- 1949 – Pippi Långstrump
- 1949 – Med flyg till sjunde himlen
- 1951 – Biffen och Bananen